# Plana (massif)
Pour les articles homonymes, voir Plana.
La Plana (en bulgare Плана) est un massif de montagnes situé dans l'Ouest de la Bulgarie, au sud-est de la capitale Sofia.

## Géographie

### Topographie
La Plana est située entre le massif de Vitocha, au nord-ouest, et les montagnes de Lozén et de Vakarel, qui font partie de la Sredna Gora. 

### Principaux sommets

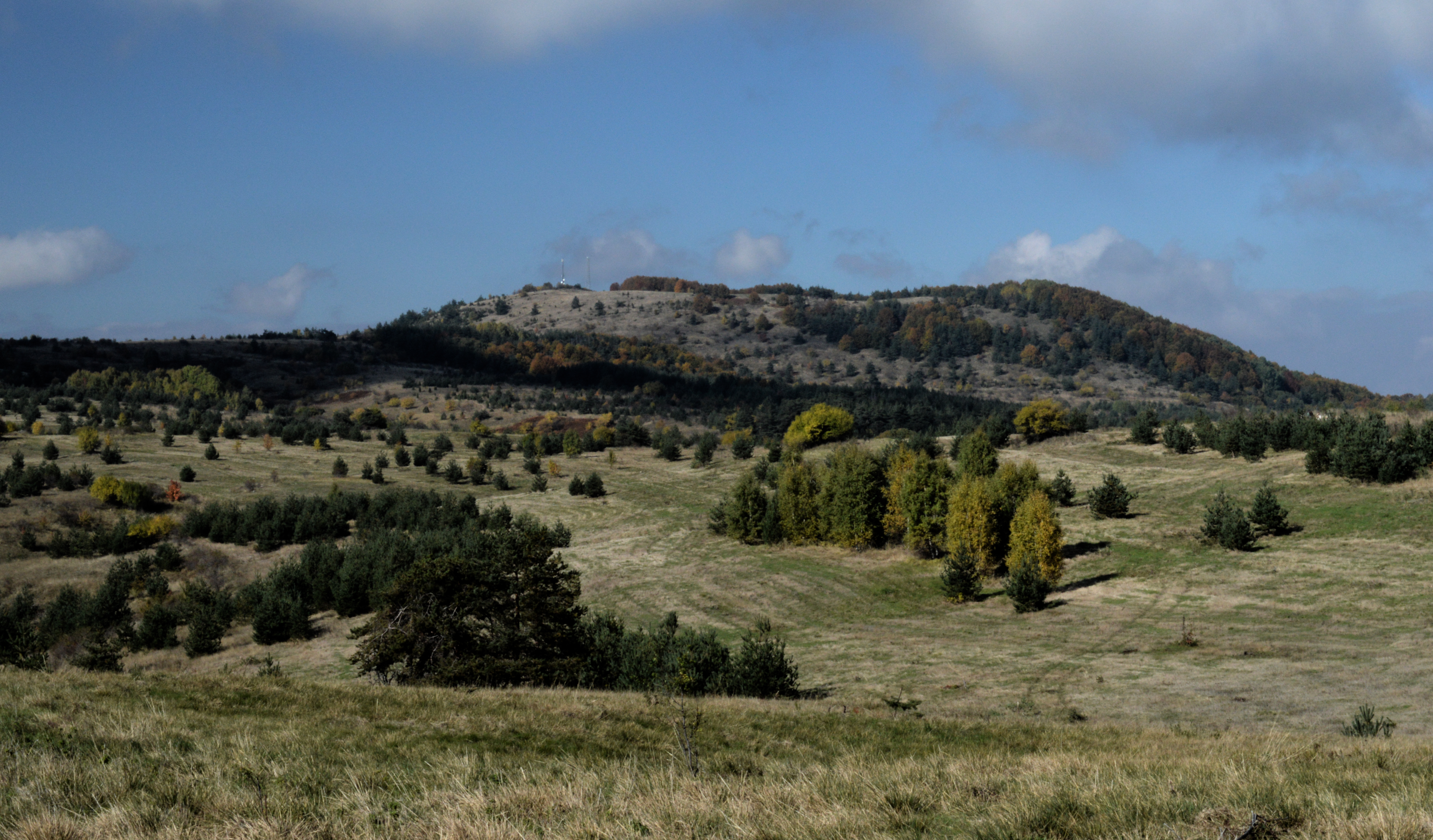
Mont Monastirichté.

Le point culminant de la Plana est le mont Monastirichté 1 338 m.